# 불타는 태양 (1990년 영화)
"불타는 태양"은 한국에서 제작된 방순덕 감독의 1990년 영화이다. 송경철 등이 주연으로 출연하였고 김원두 등이 제작에 참여하였다.

## 출연

### 주연
- 송경철

### 조연
- 성미진
- 김경주

## 기타
- 제작총지휘: 김이기
- 조명: 정덕규
- 녹음: 김경일
- 특수효과: 전도안
- 무술감독: 유창국
- 효과: 양대호